# Харикиопулос, Николаос
Николаос Харикиопулос (19.11.1869 г., Греция — 1.07.1939 г., Греция) — католический прелат, епископ Хиоса с 3 января 1917 года по 1 июля 1939 год.

## Биография
Николаос Харикиопулос родился 19 ноября 1869 года в Греции. После получения теологического образования был рукоположён 30 мая 1896 года в священника.
3 января 1917 года Римский папа Бенедикт XV назначил Николаоса Харикиопулоса епископом Хиоса. 23 марта 197 года состоялось рукоположение Николаоса Харикиопулоса в епископа, которое совершил архиепископ Анджело Мария Дольчи.
1 июля 1939 года Николаос Харикиопулос скончался.